# Bandeira do Território do Norte
A Bandeira do Território do Norte é um dos símbolos oficiais do Território do Norte, uma das subdivisões da Austrália, sendo adotada em 1978. O território do Norte existe desde 1911, mas nunca pôde hastear a sua primeira bandeira até passar ao regime de auto-governo em 1978.

## Construção
Seu desenho consiste em um retângulo com proporção largura-comprimento de 1:2. A bandeira difere das bandeiras dos outros estados Australianos, na medida em que não inclui o Pavilhão Britânico azul. É de design semelhante ao da Bandeira do Território da Capital da Austrália, ou seja é dividida em dois campos verticais, sendo um mais estreito próximo ao mastro.
As cores da bandeira são as cores Territoriais oficiais de negro, branco e ocre. A Crux aparece composta de cinco estrelas numa peça negra na tralha. No batente ocre figura uma Rosa do Deserto Sturt, o emblema floral do Território desde 1961, composta por sete pétalas brancas, e um núcleo negro de sete pontas. As sete pétalas brancas, representam os seis Estados Australianos mais o Território do Norte.

## História
A bandeira foi hasteada pela primeira vez em Darwin, capital do Território a 1 de Julho de 1978. Como o Território nunca teve estuto colonial ou bandeira anterior, decidiu-se que se criaria uma bandeira original. A bandeira foi desenhada por Robert Ingpen um artista de Drysdale, Victoria tendo em conta várias sugestões do público.